# Coppa di Svizzera 2016-2017 (pallavolo femminile)
La Coppa di Svizzera 2016-2017 si è svolta dal 2 settembre 2016 al 1º aprile 2017: al torneo hanno partecipato 107 squadre di club svizzere e la vittoria finale è andata per la dodicesima volta, l'ottava consecutiva, al Volero Zurigo.

## Regolamento
- Alla competizioni sono state ammesse tutte le squadre impegnate nei campionati di livello nazionale, ossia la Lega Nazionale A, Lega Nazionale B e 1. Lega, oltre che quelle impegnate nei campionati di livello regionale, ossia la 2. Lega,la 3. Lega e la 4. Lega.
- Tutti gli incontri si svolgono in gara unica, sempre in casa della formazione di categoria più bassa, ad eccezione della finale, giocata in campo neutro; nel caso in cui due formazioni provenissero dalla stessa categoria, si gioca in casa di quella col peggior piazzamento nella stagione precedente.
- Le squadre di livello provinciale scendono in campo fin dal primo turno, quelle provenienti dalla 1. Lega debuttano al secondo turno, quelle provenienti dalla Lega Nazionale B al quinto turno e quelle provenienti dalla Lega Nazionale A agli ottavi di finale.

## Squadre partecipanti
| - Aadorf - Allschwil - Amriswil - Andwil-Arnegg - Appenzell-Gonten - Berna - Bödeli-Unterseen - Brienz-Meiringen - Brislach - Bubendorf - Bütschwil - Chênois - Cheseaux - Chur - Cossonay - Delémont - Düdingen - Ebikon - Ecublens - Einsiedeln - FC Lucerna - FC Lucerna II - Franches-Montagnes - Friburgo - Fricktal - Gelterkinden - Gerlafingen | - Genève - Glaibasel - Glaronia - Goldach - Gordola - Grenchen - G&B - Herisau - Hochdorf Audacia - Jona - Kanti - Kanti Baden - Kanti Limmattal - Kerns - Kerzers - Köniz - Kreuzlingen - Kriens - Küssnacht - Lalden - Lancy - La Suze - Le Locle - Linth - Lugano - Langenthal - Langnau | - Laufen - Lunkhofen - Malters - March - Münchenbuchsee - Muri Berna - Murten - Münsingen - Näfels - Neuchâtel - Neuenkirch - Nidau - Oberdiessbach - Oensingen - Oftringen - OTA - Papiermühle - Pizol - Pratteln NS - Raiffeisen - Rämi Zurigo - Rätia - Riehen - San Gallo - Satus Köniz - Servette - Sion | - Sm'Aesch Pfeffingen - Solothurn - Spada Academica - Spiez - Steinhausen - Suito Schwyz - Therwil - Thun - Toggenburg - Top Lucerna - Tornado Adliswil - Uni Berna - Untervaz - Uzwil - Visp - Vivax Winterthur - Volero Zurigo - Volleya Obwalden - Wädivolley - Welschenrohr - Wetzikon - Wiedikon - Wil - Wittenbach - Würenlingen - Züri Unterland |

## Torneo

### Primo turno
| 2 settembre 2016 Halle polyvalente du communal, Le Locle Durata: - Spettatori:  | Le Locle         | 3 - 2 | Chênois          | 20-25, 25-17, 25-10, 23-25, 15-10 |
| 8 settembre 2016 Kienholz, Brienz Durata: - Spettatori:                         | Brienz-Meiringen | 3 - 1 | Oensingen        | 25-23, 25-14, 23-25, 25-17        |
| 10 settembre 2016 Centre omnisports Ecole, Petit-Lancy Durata: - Spettatori:    | Lancy            | 3 - 1 | Lalden           | 18-25, 25-15, 26-24, 25-22        |
| 11 settembre 2016 Turnhalle Amlehn, Kriens Durata: - Spettatori:                | Kriens           | 3 - 1 | Fricktal         | 24-26, 25-15, 25-16, 25-12        |
| 13 settembre 2016 Lücken TH, Schwyz Durata: - Spettatori:                       | Suito Schwyz     | 0 - 3 | Pratteln NS      | 17-25, 20-25, 23-25               |
| 15 settembre 2016 Sporthalle Tellenfeld, Amriswil Durata: - Spettatori:         | Amriswil         | 3 - 0 | Uzwil            | 25-19, 25-22, 26-24               |
| 16 settembre 2016 Ecole de Culture Générale, Delémont Durata: - Spettatori:     | Delémont         | 3 - 1 | La Suze          | 25-17, 18-25, 26-24, 25-22        |
| 16 settembre 2016 Rain, Ittigen Durata: - Spettatori:                           | Papiermühle      | 0 - 3 | Spiez            | 14-25, 18-25, 14-25               |
| 18 settembre 2016 Breite, Bütschwil Durata: - Spettatori:                       | Bütschwil        | 0 - 3 | Wiedikon         | 16-25, 14-25, 22-25               |
| 19 settembre 2016 Lindenallee, Interlaken Durata: - Spettatori:                 | Bödeli-Unterseen | 2 - 3 | Langnau          | 25-21, 25-22, 17-25, 24-26, 9-15  |
| 19 settembre 2016 Sporthalle Hofmatt, Gelterkinden Durata: - Spettatori:        | Gelterkinden     | 0 - 3 | FC Lucerna II    | 8-25, 20-25, 10-25                |
| 21 settembre 2016 Sporthalle Baldegg, Baldegg Durata: - Spettatori:             | Hochdorf Audacia | 0 - 3 | Kanti Baden      | 21-25, 18-25, 22-25               |
| 21 settembre 2016 Ebnet, Küssnacht Durata: - Spettatori:                        | Küssnacht        | 1 - 3 | Bubendorf        | 21-25, 25-20, 8-25, 17-25         |
| 22 settembre 2016 Berufsbildungszentrum, Herisau Durata: - Spettatori:          | Herisau          | 0 - 3 | Wil              | 15-25, 13-25, 21-25               |
| 23 settembre 2016 Sporthalle Schadau, Thun Durata: - Spettatori:                | Thun             | 1 - 3 | Uni Berna        | 25-23, 21-25, 18-25, 22-25        |
| 23 settembre 2016 Turnhalle, Herbetswil Durata: - Spettatori:                   | Welschenrohr     | 0 - 3 | Satus Köniz      | 9-25, 20-25, 10-25                |
| 26 settembre 2016 Turnhalle B, Brislach Durata: - Spettatori:                   | Brislach         | 0 - 3 | Malters          | 11-25, 10-25, 18-25               |
| 26 settembre 2016 Sand, Schmerikon Durata: - Spettatori:                        | Linth            | 0 - 3 | Spada Academica  | 22-25, 23-25, 15-25               |
| 27 settembre 2016 Margarethen, Basilea Durata: - Spettatori:                    | Glaibasel        | 0 - 3 | Ebikon           | 20-25, 8-25, 13-25                |
| 27 settembre 2016 Siebnen, MPS 1, Siebnen Durata: - Spettatori:                 | March            | 0 - 3 | Jona             | 19-25, 17-25, 23-25               |
| 29 settembre 2016 KRH G, Zurigo Durata: - Spettatori:                           | Rämi Zurigo      | 3 - 2 | Vivax Winterthur | 25-18, 19-25, 22-25, 25-22, 15-8  |
| 29 settembre 2016 Sportanlage Riet, Sargans Durata: - Spettatori:               | Pizol            | 0 - 3 | Näfels           | 16-25, 11-25, 22-25               |
| 29 settembre 2016 Bachfeld, Goldach Durata: - Spettatori:                       | Goldach          | 1 - 3 | Chur             | 22-25, 25-14, 22-25, 22-25        |
| 29 settembre 2016 Sporthalle Wühre, Appenzello Durata: - Spettatori:            | Appenzell-Gonten | 3 - 1 | OTA              | 17-25, 25-16, 25-23, 25-22        |
| 1º ottobre 2016 Sporthalle Gymnasium, Laufen Durata: - Spettatori:              | Laufen           | 2 - 3 | Kerns            | 19-25, 22-25, 25-17, 25-22, 13-15 |
| 1º ottobre 2016 Schulhaus, Untervaz Durata: - Spettatori:                       | Untervaz         | 0 - 3 | Wädivolley       | 17-25, 3-25, 13-25                |
| 2 ottobre 2016 Salle de l'Ecole professionnelle, Martigny Durata: - Spettatori: | Raiffeisen       | 3 - 0 | Nidau            | 25-13, 25-20, 25-20               |

### Secondo turno
| 25 settembre 2016 Alte Kreuzbleiche, San Gallo Durata: - Spettatori:         | San Gallo        | 0 - 3 | Andwil-Arnegg    | 15-25, 14-25, 16-25               |
| 26 settembre 2016 Hofern, Adliswil Durata: - Spettatori:                     | Tornado Adliswil | 1 - 3 | Kanti Limmattal  | 26-28, 25-22, 16-25, 15-25        |
| 29 settembre 2016 Seminar, Soletta Durata: - Spettatori:                     | Solothurn        | 1 - 3 | Murten           | 25-16, 21-25, 16-25, 19-25        |
| 29 settembre 2016 Schulzentrum Muesmatt, Allschwil Durata: - Spettatori:     | Allschwil        | 0 - 3 | Riehen           | 7-25, 11-25, 19-25                |
| 30 settembre 2016 Turnhalle Schule Euthal, Euthal Durata: - Spettatori:      | Einsiedeln       | 3 - 0 | Wittenbach       | 25-19, 25-13, 26-24               |
| 3 ottobre 2016 Erlimatt 2, Pratteln Durata: - Spettatori:                    | Pratteln NS      | 0 - 3 | FC Lucerna II    | 18-25, 15-25, 15-25               |
| 4 ottobre 2016 Kantonsschule Wiedikon, Zurigo Durata: - Spettatori:          | Wiedikon         | 3 - 1 | Appenzell-Gonten | 25-21, 25-18, 17-25, 25-17        |
| 6 ottobre 2016 KMR, Zurigo Durata: - Spettatori:                             | Spada Academica  | 0 - 3 | Wädivolley       | 21-25, 13-25, 17-25               |
| 6 ottobre 2016 Turnhalle Amlehn, Kriens Durata: - Spettatori:                | Kriens           | 0 - 3 | Oftringen        | 8-25, 5-25, 14-25                 |
| 6 ottobre 2016 Linthalle SGU, Näfels Durata: - Spettatori:                   | Näfels           | 2 - 3 | Züri Unterland   | 25-22, 12-25, 9-25, 25-15, 12-15  |
| 7 ottobre 2016 Muesmatt, Berna Durata: - Spettatori:                         | Uni Berna        | 2 - 3 | Gerlafingen      | 25-11, 25-27, 25-16, 18-25, 15-17 |
| 7 ottobre 2016 Zelgli, Wolfenschiessen Durata: - Spettatori:                 | Kerns            | 3 - 1 | Bubendorf        | 25-23, 25-23, 18-25, 25-22        |
| 7 ottobre 2016 Halle polyvalente du communal, Le Locle Durata: - Spettatori: | Le Locle         | 1 - 3 | Servette         | 22-25, 19-25, 25-22, 14-25        |
| 8 ottobre 2016 Vereinshalle Sarnen, Sarnen Durata: - Spettatori:             | Raiffeisen       | 3 - 1 | Neuenkirch       | 17-25, 25-7, 25-23, 25-23         |
| 10 ottobre 2016 MZH AC-Zentrum, Spiez Durata: - Spettatori:                  | Spiez            | 0 - 3 | Münsingen        | 15-25, 11-25, 24-26               |
| 10 ottobre 2016 Sporthalle Brienz, Brienz Durata: - Spettatori:              | Brienz-Meiringen | 0 - 3 | Kerzers          | 15-25, 16-25, 9-25                |
| 11 ottobre 2016 Grünfeld, Jona Durata: - Spettatori:                         | Jona             | 0 - 3 | Rätia            | 9-25, 21-25, 19-25                |
| 13 ottobre 2016 Hard, Langenthal Durata: - Spettatori:                       | Langenthal       | 3 - 0 | Satus Köniz      | 25-21, 25-17, 25-21               |
| 14 ottobre 2016 Lachen unten, Coira Durata: - Spettatori:                    | Chur             | 0 - 3 | Wetzikon         | 16-25, 16-25, 21-25               |
| 14 ottobre 2016 Muoshof 1, Malters Durata: - Spettatori:                     | Malters          | 3 - 2 | Würenlingen      | 34-36, 25-16, 25-20, 19-25, 15-9  |
| 16 ottobre 2016 Sporthalle Tellenfeld, Amriswil Durata: - Spettatori:        | Amriswil         | 2 - 3 | Rämi Zurigo      | 25-12, 13-25, 25-20, 14-25, 13-15 |
| 16 ottobre 2016 Berufsschule, Langnau Durata: - Spettatori:                  | Langnau          | 0 - 3 | Berna            | 20-25, 10-25, 5-25                |
| 16 ottobre 2016 Turnhalle Feldmatt, Ebikon Durata: - Spettatori:             | Ebikon           | 0 - 3 | Lunkhofen        | 14-25, 20-25, 12-25               |
| 16 ottobre 2016 Salle Polyvalente, Fully Durata: - Spettatori:               | Raiffeisen       | 3 - 1 | Cossonay         | 26-24, 26-24, 23-25, 25-12        |
| 16 ottobre 2016 Primarschule, Oberdiessbach Durata: - Spettatori:            | Oberdiessbach    | 0 - 3 | Muri Berna       | 10-25, 19-25, 16-25               |
| 16 ottobre 2016 Ecole de Culture Générale, Delémont Durata: - Spettatori:    | Delémont         | 2 - 3 | Sion             | 23-25, 25-21, 25-18, 29-31, 15-17 |
| 16 ottobre 2016 Kantonsschule 2, Baden Durata: - Spettatori:                 | Kanti Baden      | 3 - 0 | Gordola          | 25-13, 26-24, 25-21               |
| 16 ottobre 2016 Centre omnisports Ecole, Petit-Lancy Durata: - Spettatori:   | Lancy            | 0 - 3 | Visp             | 14-25, 14-25, 17-25               |

### Terzo turno
| 20 ottobre 2016 Kantonsschule 2, Baden Durata: - Spettatori:            | Kanti Baden      | 3 - 2 | Züri Unterland  | 18-25, 25-22, 21-25, 25-23, 17-15 |
| 20 ottobre 2016 Schmittengässli, Kerzers Durata: - Spettatori:          | Kerzers          | 3 - 2 | Grenchen        | 25-27, 27-25, 25-16, 18-25, 15-8  |
| 20 ottobre 2016 Mattschulhaus, Wil Durata: - Spettatori:                | Wil              | 1 - 3 | Malters         | 15-25, 25-22, 22-25, 14-25        |
| 20 ottobre 2016 Turnhalle, Oberlunkhofen Durata: - Spettatori:          | Lunkhofen        | 2 - 3 | Riehen          | 25-20, 25-22, 21-25, 23-25, 12-15 |
| 25 ottobre 2016 Sportanlage Sand, Coira Durata: - Spettatori:           | Rätia            | 3 - 2 | Kreuzlingen     | 24-26, 25-23, 25-16, 23-25, 15-11 |
| 25 ottobre 2016 Mehrzweckhalle, Oftringen Durata: - Spettatori:         | Oftringen        | 3 - 0 | Kanti Limmattal | 25-18, 25-12, 25-23               |
| 26 ottobre 2016 Sporthalle Glärnisch, Wädenswil Durata: - Spettatori:   | Wädivolley       | 0 - 3 | Wetzikon        | 20-25, 19-25, 24-26               |
| 27 ottobre 2016 Kantonsschule Wiedikon, Zurigo Durata: - Spettatori:    | Wiedikon         | 1 - 3 | Andwil-Arnegg   | 19-25, 25-22, 20-25, 19-25        |
| 30 ottobre 2016 Sporthalle Schlossmatt, Münsingen Durata: - Spettatori: | Münsingen        | 1 - 3 | Gerlafingen     | 28-26, 21-25, 23-25, 16-25        |
| 30 ottobre 2016 Matte, Berna Durata: - Spettatori:                      | Muri Berna       | 3 - 2 | Visp            | 18-25, 25-15, 25-16, 23-25, 15-12 |
| 30 ottobre 2016 Charnot, Fully Durata: - Spettatori:                    | Raiffeisen       | 3 - 2 | Sion            | 25-23, 24-26, 28-30, 25-23, 15-11 |
| 30 ottobre 2016 Turnhalle Prehl, Murten Durata: - Spettatori:           | Murten           | 3 - 1 | Ecublens        | 25-15, 20-25, 25-17, 25-21        |
| 30 ottobre 2016 Gymer, Langenthal Durata: - Spettatori:                 | Langenthal       | 0 - 3 | Berna           | 22-25, 20-25, 18-25               |
| 30 ottobre 2016 Vereinshalle Sarnen, Sarnen Durata: - Spettatori:       | Volleya Obwalden | 3 - 1 | Einsiedeln      | 22-25, 25-23, 25-16, 25-20        |

### Quarto turno
| 3 novembre 2016 Muoshof 2, Malters Durata: - Spettatori:               | Malters       | 3 - 2 | FC Lucerna II    | 25-22, 30-28, 21-25, 15-25, 16-14 |
| 6 novembre 2016 Zelgli, Wolfenschiessen Durata: - Spettatori:          | Kerns         | 3 - 1 | Rämi Zurigo      | 25-20, 25-19, 18-25, 25-15        |
| 10 novembre 2016 Turnhalle Prehl, Murten Durata: - Spettatori:         | Murten        | 0 - 3 | Gerlafingen      | 20-25, 16-25, 17-25               |
| 13 novembre 2016 Doppelturnhalle Ebnet, Andwil Durata: - Spettatori:   | Andwil-Arnegg | 0 - 3 | Volleya Obwalden | 10-25, 19-25, 22-25               |
| 13 novembre 2016 Mehrzweckhalle, Arosa Durata: - Spettatori:           | Rätia         | 3 - 1 | Oftringen        | 25-21, 25-18, 20-25, 25-18        |
| 13 novembre 2016 Salles Ecole des Racettes, Onex Durata: - Spettatori: | Servette      | 2 - 3 | Muri Berna       | 25-23, 25-22, 17-25, 19-25, 14-16 |

### Quinto turno
| 21 novembre 2016 Bündtmättli, Malters Durata: - Spettatori:                       | Malters     | 1 - 3 | Muri Berna     | 12-25, 25-22, 22-25, 17-25        |
| 27 novembre 2016 Matte, Berna Durata: - Spettatori:                               | Berna       | 0 - 3 | Aadorf         | 15-25, 16-25, 23-25               |
| 27 novembre 2016 Sporthalle Niederholz, Riehen Durata: - Spettatori:              | Riehen      | 1 - 3 | Friburgo       | 23-25, 25-23, 21-25, 21-25        |
| 27 novembre 2016 Schmittengässli, Kerzers Durata: - Spettatori:                   | Kerzers     | 0 - 3 | Toggenburg     | 21-25, 22-25, 20-25               |
| 27 novembre 2016 Kantonsschule 2, Baden Durata: - Spettatori:                     | Kanti Baden | 0 - 3 | G&B            | 16-25, 21-25, 18-25               |
| 27 novembre 2016 Salle de l'Ecole professionnelle, Martigny Durata: - Spettatori: | Raiffeisen  | 0 - 3 | Münchenbuchsee | 18-25, 18-25, 19-25               |
| 27 novembre 2016 Sunnegrund, Steinhausen Durata: - Spettatori:                    | Steinhausen | 0 - 3 | Glaronia       | 17-25, 18-25, 19-25               |
| 27 novembre 2016 Zelgli, Wolfenschiessen Durata: - Spettatori:                    | Kerns       | 2 - 3 | FC Lucerna     | 25-14, 20-25, 25-17, 21-25, 12-15 |
| 27 novembre 2016 KZO, Wetzikon Durata: - Spettatori:                              | Wetzikon    | 0 - 3 | Therwil        | 20-25, 13-25, 18-25               |
| 27 novembre 2016 Kirchacker, Gerlafingen Durata: - Spettatori:                    | Gerlafingen | 2 - 3 | Rätia          | 22-25, 22-25, 25-13, 25-14, 13-15 |

### Sesto turno
| 11 dicembre 2016 Matte, Berna Durata: - Spettatori:                   | Muri Berna       | 3 - 1 | Glaronia | 10-25, 25-19, 25-16, 26-24 |
| 11 dicembre 2016 Rietstein, Wattwil Durata: - Spettatori:             | Toggenburg       | 3 - 0 | Friburgo | 25-17, 25-22, 25-18        |
| 11 dicembre 2016 Doppelturnhalle Säli, Lucerna Durata: - Spettatori:  | FC Lucerna       | 1 - 3 | G&B      | 23-25, 25-14, 21-25, 16-25 |
| 11 dicembre 2016 Sekundarschule, Münchenbuchsee Durata: - Spettatori: | Münchenbuchsee   | 0 - 3 | Genève   | 22-25, 13-25, 22-25        |
| 11 dicembre 2016 Mehrzweckhalle, Arosa Durata: - Spettatori:          | Rätia            | 1 - 3 | Therwil  | 25-19, 12-25, 20-25, 12-25 |
| 11 dicembre 2016 Vereinshalle Sarnen, Sarnen Durata: - Spettatori:    | Volleya Obwalden | 0 - 3 | Aadorf   | 24-26, 21-25, 18-25        |

### Ottavi di finale
| 8 gennaio 2017 Altikofen, Ittigen Durata: - Spettatori:                  | Muri Berna  | 0 - 3 | Neuchâtel           | 17-25, 11-25, 21-25               |
| 8 gennaio 2017 Henry-Dunant, Ginevra Durata: - Spettatori:               | Genève      | 0 - 3 | Lugano              | 19-25, 21-25, 26-28               |
| 8 gennaio 2017 Bahnhofhalle, Lucerna Durata: - Spettatori:               | Top Lucerna | 2 - 3 | Kanti               | 25-22, 18-25, 25-15, 25-27, 13-15 |
| 8 gennaio 2017 Sporthalle Löhracker, Aadorf Durata: - Spettatori:        | Aadorf      | 0 - 3 | Sm'Aesch Pfeffingen | 22-25, 22-25, 17-25               |
| 8 gennaio 2017 99er-Sporthalle, Therwil Durata: - Spettatori:            | Therwil     | 0 - 3 | Franches-Montagnes  | 14-25, 17-25, 19-25               |
| 8 gennaio 2017 Salle Derrière-la-Ville 5, Cheseaux Durata: - Spettatori: | Cheseaux    | 0 - 3 | Volero Zurigo       | 22-25, 23-25, 8-25                |
| 8 gennaio 2017 Rietstein, Wattwil Durata: - Spettatori:                  | Toggenburg  | 0 - 3 | Düdingen            | 9-25, 10-25, 12-25                |
| 8 gennaio 2017 Bahnhofhalle, Lucerna Durata: - Spettatori:               | FC Lucerna  | 0 - 3 | Köniz               | 21-25, 11-25, 8-25                |

### Quarti di finale
| 29 gennaio 2017 MZH Löhrenacker, Aesch Durata: - Spettatori:                  | Sm'Aesch Pfeffingen | 3 - 0 | Lugano        | 25-12, 25-18, 25-19              |
| 29 gennaio 2017 Sporthalle Leimacker, Düdingen Durata: - Spettatori:          | Düdingen            | 2 - 3 | Volero Zurigo | 17-25, 25-21, 14-25, 25-18, 7-15 |
| 29 gennaio 2017 Salle de Gym La Pépinière, Les Breuleux Durata: - Spettatori: | Franches-Montagnes  | 3 - 1 | Köniz         | 25-20, 25-17, 25-27, 25-21       |
| 29 gennaio 2017 Breite, Sciaffusa Durata: - Spettatori:                       | Kanti               | 0 - 3 | Neuchâtel     | 23-25, 21-25, 15-25              |

### Semifinali
| 12 febbraio 2017 MZH Löhrenacker, Aesch Durata: - Spettatori:       | Sm'Aesch Pfeffingen | 3 - 1 | Franches-Montagnes | 25-19, 25-17, 21-25, 25-16 |
| 12 febbraio 2017 Sportanlage Im Birch, Zurigo Durata: - Spettatori: | Volero Zurigo       | 3 - 1 | Neuchâtel          | 23-25, 25-18, 25-21, 25-18 |

### Finale
| 1º aprile 2017 St.-Léonard-Halle, Friburgo Durata: h: - Spettatori: | Volero Zurigo | 3 - 0 | Sm'Aesch Pfeffingen | 25-18, 25-19, 25-22 |